# Pimelodella
Pimelodella is een geslacht van straalvinnige vissen uit de familie van antennemeervallen (Heptapteridae).
Het geslacht werd in 1888 beschreven door het echtpaar Carl H. Eigenmann en Rosa Smith Eigenmann.
Het geslacht telt vele soorten die in de rivieren van Zuid-Amerika voorkomen.

## Soorten[3]
- Pimelodella altipinnis (Steindachner, 1864)
- Pimelodella australis Eigenmann, 1917
- Pimelodella avanhandavae Eigenmann, 1917
- Pimelodella boliviana Eigenmann, 1917
- Pimelodella boschmai Van der Stigchel, 1964
- Pimelodella brasiliensis (Steindachner, 1877)
- Pimelodella breviceps (Kner, 1858)
- Pimelodella buckleyi (Boulenger, 1887)
- Pimelodella chagresi (Steindachner, 1876)
- Pimelodella chaparae Fowler, 1940
- Pimelodella conquetaensis Ahl, 1925
- Pimelodella cristata (Müller & Troschel, 1849)
- Pimelodella cruxenti Fernández-Yépez, 1950
- Pimelodella cyanostigma (Cope, 1870)
- Pimelodella dorseyi Fowler, 1941
- Pimelodella eigenmanni (Boulenger, 1891)
- Pimelodella eigenmanniorum (Miranda Ribeiro, 1911)
- Pimelodella elongata (Günther, 1860)
- Pimelodella enochi Fowler, 1941
- Pimelodella eutaenia Regan, 1913
- Pimelodella figueroai Dahl, 1961
- Pimelodella geryi Hoedeman, 1961
- Pimelodella gracilis (Valenciennes, 1835)
- Pimelodella griffini Eigenmann, 1917
- Pimelodella grisea (Regan, 1903)
- Pimelodella harttii (Steindachner, 1877)
- Pimelodella hartwelli Fowler, 1940
- Pimelodella hasemani Eigenmann, 1917
- Pimelodella howesi Fowler, 1940
- Pimelodella ignobilis (Steindachner, 1907)
- Pimelodella itapicuruensis Eigenmann, 1917
- Pimelodella kronei (Miranda Ribeiro, 1907)
- Pimelodella lateristriga (Müller & Troschel, 1849)
- Pimelodella laticeps Eigenmann, 1917
- Pimelodella laurenti Fowler, 1941
- Pimelodella leptosoma (Fowler, 1914)
- Pimelodella linami Schultz, 1944
- Pimelodella longipinnis (Borodin, 1927)
- Pimelodella macrocephala (Miles, 1943)
- Pimelodella macturki Eigenmann, 1912
- Pimelodella martinezi Fernández-Yépez, 1970
- Pimelodella meeki Eigenmann, 1910
- Pimelodella megalops Eigenmann, 1912
- Pimelodella megalura Miranda Ribeiro, 1918
- Pimelodella metae Eigenmann, 1917
- Pimelodella modestus (Günther, 1860)
- Pimelodella montana Allen, 1942
- Pimelodella mucosa Eigenmann & Ward, 1907
- Pimelodella nigrofasciata (Perugia, 1897)
- Pimelodella notomelas Eigenmann, 1917
- Pimelodella odynea Schultz, 1944
- Pimelodella ophthalmica (Cope, 1878)
- Pimelodella pallida Dahl, 1961
- Pimelodella papariae (Fowler, 1941)
- Pimelodella pappenheimi Ahl, 1925
- Pimelodella parnahybae Fowler, 1941
- Pimelodella parva Güntert, 1942
- Pimelodella pectinifer Eigenmann & Eigenmann, 1888
- Pimelodella peruana Eigenmann & Myers, 1942
- Pimelodella peruensis Fowler, 1915
- Pimelodella procera Mees, 1983
- Pimelodella rendahli Ahl, 1925
- Pimelodella reyesi Dahl, 1964
- Pimelodella robinsoni (Fowler, 1941)
- Pimelodella roccae Eigenmann, 1917
- Pimelodella rudolphi Miranda Ribeiro, 1918
- Pimelodella serrata Eigenmann, 1917
- Pimelodella spelaea Trajano, Reis & Bichuette, 2004
- Pimelodella steindachneri Eigenmann, 1917
- Pimelodella taeniophora (Regan, 1903)
- Pimelodella taenioptera Miranda Ribeiro, 1914
- Pimelodella tapatapae Eigenmann, 1920
- Pimelodella transitoria Miranda Ribeiro, 1907
- Pimelodella vittata (Lütken, 1874)
- Pimelodella wesselii (Steindachner, 1877)
- Pimelodella witmeri Fowler, 1941
- Pimelodella wolfi (Fowler, 1941)
- Pimelodella yuncensis Steindachner, 1902